# Dipsas klebbai
Dipsas klebbai – gatunek niejadowitego węża z rodziny połozowatych (Colubridae). Występuje w północno-zachodniej części Ameryki Południowej – endemicznie w Ekwadorze. Prowadzi głównie zmierzchowy i nocny tryb życia.

## Systematyka
Takson ten po raz pierwszy zgodnie z zasadami nazewnictwa binominalnego opisali w 2018 roku Alejandro Arteaga i współpracownicy na łamach „ZooKeys”. Autorzy nadali gatunkowi nazwę Dipsas klebbai. Jako miejsce typowe wskazali Pacto Sumaco w prowincji Napo w Ekwadorze (0°39′50″S 77°35′56″W/-0,663889 -77,598889, wysokość 1556 m n.p.m.). Holotyp ma oznaczenie MZUTI 5412, to dorosły samiec schwytany 28 kwietnia 2016 roku przez P. Torresa. Autorzy przebadali też 26 paratypów.

### Etymologia
- Dipsas: gr. ὀλίγος dipsas, διψαδος dipsados „jadowity wąż, którego ukąszenie wywołuje silne pragnienie”[4].
- klebbai: Casey Klebba – współzałożyciel Minifund.org, wspierający finansowo wiele wypraw A. Arteagi do odosobnionych obszarów Ekwadoru, które zaowocowały odkryciem wielu nowych gatunków[3].

## Morfologia
Jest to niewielki wąż o krótkiej czarnej głowie, spłaszczonym pysku, dosyć dużych oczach o ciemnych tęczówkach i czarnych źrenicach. Charakteryzuje się jasnobrązowym grzbietem, z 27–36 ciemnobrązowymi lub czarnymi plamami z kremowymi krawędziami, które są szerokie w przednich częściach ciała i stają się coraz węższe w kierunku ogona. W pierwszej połowie ciała plamy stykają się na brzuchu, tworząc pierścienie, w drugiej nie. Gatunek ten może być mylony z Dipsas peruana, Dipsas latifrontalis i Dipsas palmeri.
Wymiary:
|                          | Samiec   | Samica   |
| Długość całkowita (mm)   | 570–1079 | 734–870  |
| Długość SVL (mm)         | 401–749  | 525–630  |
| Długość TL (mm)          | 169–330  | 209–240  |
| Łuski grzbietowe (rzędy) | 15/15/15 | 15/15/15 |
| Tarczki brzuszne         | 181–201  | 187–194  |
| Tarczki podogonowe       | 99–123   | 98–106   |

## Występowanie
Dipsas klebbai występuje na wschodnich zboczach Andów w północnym Ekwadorze m.in. na terenie parków narodowych Cayambe-Coca i Sumaco Napo-Galeras. Występuje na wysokościach od 1246 do około 2120 m n.p.m.

## Ekologia i zachowanie
Gatunek ten występuje w różnych andyjskich środowiskach od pierwotnych górskich lasów mglistych po leśne pastwiska, obrzeża lasów, czasami w pobliżu rzek. Prowadzi głównie nocny tryb życia. Największą aktywność wykazuje o zmierzchu i w pierwszych godzinach nocnych w czasie deszczu lub mżawki. Żeruje najczęściej na krzewach od 0,5 m do 5 m nad poziomem gruntu, a jego dieta składa się ze ślimaków. W ciągu dnia spotykano odpoczywające osobniki zwinięte pod powierzchnią ziemi na pastwiskach, wśród krzewów w wiejskich ogrodach czy wśród liści na wysokości 3 m nad ziemią. Jeden z badanych paratypów w lęgu złożył 6 jaj.

## Status
W Czerwonej księdze gatunków zagrożonych IUCN Dipsas klebbai nie jest wymieniany. Autorzy pierwszego opisu sugerują, by nadać mu status gatunek najmniejszej troski (LC, ang. Least Concern) ze względu na jego dosyć powszechne występowanie w środowiskach zdegradowanych działalnością człowieka, co świadczy o umiejętności przystosowywania się tego gatunku do zmian środowiskowych.